# Rundu
Rundu – miasto w północno-wschodniej Namibii, przy granicy z Angolą, w pobliżu rzeki Okawango. Stolica regionu administracyjnego Okawango Wschodnie. W 2023 roku miasto liczy 118,6 tys. mieszkańców (drugie pod względem liczby ludności miasto Namibii, po Windhuk).
Miejscowość została założona w 1936 roku. Lokalny ośrodek usługowy oraz centralne miejsce zamieszkania dla ludu Kavango. W mieście funkcjonuje port lotniczy Rundu. Dobrze rozwinięty przemysł drzewny. W przeciągu 20 lat (od 1991 roku) w Rundu odnotowano intensywny ponad 227% wzrost liczby ludności.